# Bibliotekarz króla Jana
Bibliotekarz króla Jana – jeden z utworów Tadeusza Twarogowskiego stanowiących zbeleryzowane biografie uczonych. Książka wydana została w 1963. Poświęcona została matematykowi polskiemu z XVII wieku, Adamowi Kochańskiemu.
Stanisław Frycie uznaje Bibliotekarza króla Jana za książkę o wiele słabszą niż inny utwór Twarogowskiego tego rodzaju, Droga do Cambridge. Akcja jest niespójna, tło historyczne epoki Kochańskiego jest słabo zarysowane. Utwór przeładowany jest nadmiarem wiadomości z zakresu nauk ścisłych.